# Кавказский егерский корпус
Кавказский егерский корпус — пехотное подразделение армии Российской империи в XVIII веке.
18 января 1775 года из мушкетёрских рот 6-й и 7-й лёгких полевых команд был сформирован Свияжский полевой батальон. 26 мая 1777 года из находившихся при армейских пехотных полках егерских команд были составлены отдельные егерские батальоны, в том числе Белорусский, Горский и Кабардинский. 14 января 1785 года из Свияжского полевого и Белорусского, Горского и Кабардинского егерских батальонов был сформирован Кавказский егерский корпус.
29 ноября 1796 года Кавказский егерский корпус было велено расформировать и на его основании с добавлением батальонов Кубанского егерского корпуса были повелено составить отдельные 17-й и 18-й егерские батальоны. Однако, поскольку эти корпуса находились в Персидском походе, исполнение этого повеления было задержано. Указом от 17 мая 1797 года повеление о сформировании батальонов было отменено и заменено указом о сформировании егерских полков. По возвращении Кавказского и Кубанского корпусов на свои квартиры в июле 1797 года эти корпуса были переформированы в 18-й и 17-й егерские полки соответственно. Излишние люди были распределены по разным мушкетёрским и пехотным полкам Отдельного Кавказского корпуса.
12 февраля 1816 года 17-й (бывший 18-й) егерский полк был переименован в 7-й карабинерный и 27 марта 1827 года назван Эриванским карабинерным (впоследствии гренадерский). После окончательного упразднения номерных егерских полков в 1833 году 16-й (бывший 17-й) егерский полк был присоединён к Кремечугскому пехотному полку.
Кавказский егерский корпус всё время своего существования находился на Кавказе и участвовал в кампаниях против горцев, против персов в 1796 году и против турок в 1787—1792 годах.